# (6649) Yokotatakao
(6649) Yokotatakao est un astéroïde de la ceinture principale.

## Description
(6649) Yokotatakao est un astéroïde de la ceinture principale. Il fut découvert le 5 septembre 1991 à Yakiimo par Akira Natori et Takeshi Urata. Il présente une orbite caractérisée par un demi-grand axe de 2,53 UA, une excentricité de 0,26 et une inclinaison de 7,2° par rapport à l'écliptique.

## Compléments